# SLI 계획

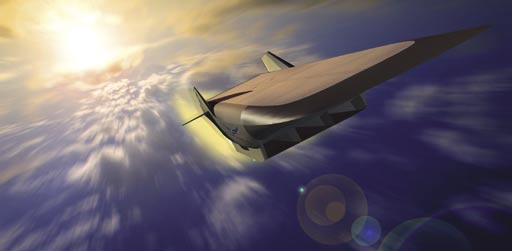

SLI 계획은 NASA와 미국 국방부의 합동 계획으로 극초음속 연구와 우주 기술을 연구해 2세대 RLV를 만드는 것을 목적으로 하는 프로그램이다. 현재는 종료되었으며, 이 계획의 일환으로 X-33, X-34, X-43 계발이 추진되었다.